# Fahad Abu-Mouti
 (mai 2024).
Fahad Saad Abu-Mouti (en arabe : فهد بن سعد أبو معطي) est un employé saoudien qui occupe actuellement le poste de vice-ministre des affaires réglementaires et superviseur général de l’organe exécutif du régulateur de l’eau,,,.

## Biographie
Il a dirigé l’initiative visant à séparer les responsabilités de l’industrie de l’eau de l’électricité, établissant et supervisant un organe de gouvernance pour le secteur de l’eau dans le royaume.
Il a travaillé à la création d’un plan de récupération des coûts et à la mise en place de mécanismes de tarification pour fonctionner sur une base temporelle,.
De plus, il a mis en place un système de surveillance pour surveiller les performances du secteur, a établi une plateforme pour protéger les droits des consommateurs et a délivré des licences à toutes les entités opérationnelles pour garantir leur conformité aux réglementations. Dans ses fonctions, il a joué un rôle dans la direction de projets sectoriels nationaux, y compris la rédaction de cinq lois et de plus de dix réglementations pour des centres et des programmes nationaux indépendants, ainsi que la contribution au Fonds pour l’environnement. Ces efforts ont conduit à des approbations et des décisions par le Conseil des ministres saoudien.